# Дејан Шкопеља
Дејан Шкопеља (Београд, 1965) српски је басиста, музички продуцент и тонски сниматељ.

## Биографија и каријера
Рођен је 1965. године у Београду. Завршио је Музичку школу Коста Манојловић, на одсеку за контрабас. Током школовања био је члан омладинске филхармоније Борис Пашчан. Од 1981. године активан је као бас гитариста, а свирао је у групама У шкрипцу, Рамбо Амадеус, Кристали, Ватрени пољубац, Беби Дол, Масимо Савић и Алекса Јелић.
Почетком деведесетих година почео је да ради као музички продуцент и тонски сниматељ, а сарађивао је са великим бројем београдских група као и музичара што су Бабе, Блок аут, Мадам Пијано, Хазари, Гора, Теодулија, Ступови и другим. Као студијски музичар сарађивао је са музичарима и групама Алиса, У шкрипцу, Рамбо Амадеус, Кристали, Саша Васић, Ли Мен и други. Од 1993. године активни је члан групе Бабе, са којима је снимио три студијска албума и одржао велики број концерата.
Његова ћерка Луна Шкопеља је клавијатуристкиња и чланица групе Бабе.